# Kiyohide Hayakawa
Pour les articles homonymes, voir Hayakawa (homonymie).
Kiyohide Hayakawa (早川 紀代秀, Hayakawa Kiyohide) était l'un des membres de la secte japonaise Aum Shinrikyō. Il est né dans la préfecture de Hyōgo en 1949. Il est reconnu coupable pour sa participation au meurtre de la famille Sakamoto et de nombreux autres crimes, avant d'être exécuté le 6 juillet 2018 dans le centre de détention de Fukuoka.

## Enfance
Hayakawa est né dans la préfecture de Hyōgo en 1949. Son père était un membre du personnel des chemins de fer nationaux japonais. En 1952, sa famille déménage à Sakai, à Osaka. Hayakawa obtient son baccalauréat à l'Université de Kobe avant d'aller à l’Université préfectorale d'Osaka. Après avoir obtenu son diplôme, il est embauché par un grand maître d'œuvre,,.

## Aum Shinrikyō
En 1986, intéressé par les prétendus super-pouvoirs de Shoko Asahara, Hayakawa contacta l'Aum Shinsen no Kai (オウム神仙の会), qui devint par la suite Aum Shinrikyō. Après une conversation téléphonique avec Asahara, Hayakawa fut ému par sa sincérité et décida de rejoindre le Aum Shinrikyō.
Au cours des années suivantes, Hayakawa aurait été impliqué dans une série de crimes commis par Aum Shinrikyō, notamment le meurtre d'un ancien membre de la secte, Shuji Taguchi, et le meurtre de la famille Sakamoto. En 1990, après que la campagne pour l'élection d'Aum Shinrikyō a tourné au fiasco, la secte décide de renverser de force le gouvernement japonais. Pour aider à atteindre cet objectif, Hayakawa se rend en Russie. Afin d'avoir accès aux documents techniques du matériel militaire, il présente des ordinateurs de haute performance à l'Institut de physique et de technologie de Moscou. Finalement, il obtient non seulement la méthode de synthèse du LSD, mais réussi également à obtenir le dessin d'un type de fusil automatique. Il aide même la secte à acheter un hélicoptère Mil Mi-17,.
Hayakawa est arrêté en 1995 peu après l'attentat au gaz sarin dans le métro de Tokyo. Il est condamné à mort en 2000. En 2009, son appel est rejeté. Hayakawa est exécuté le 6 juillet 2018 au centre de détention de Fukuoka.